# Helsingborgs IF

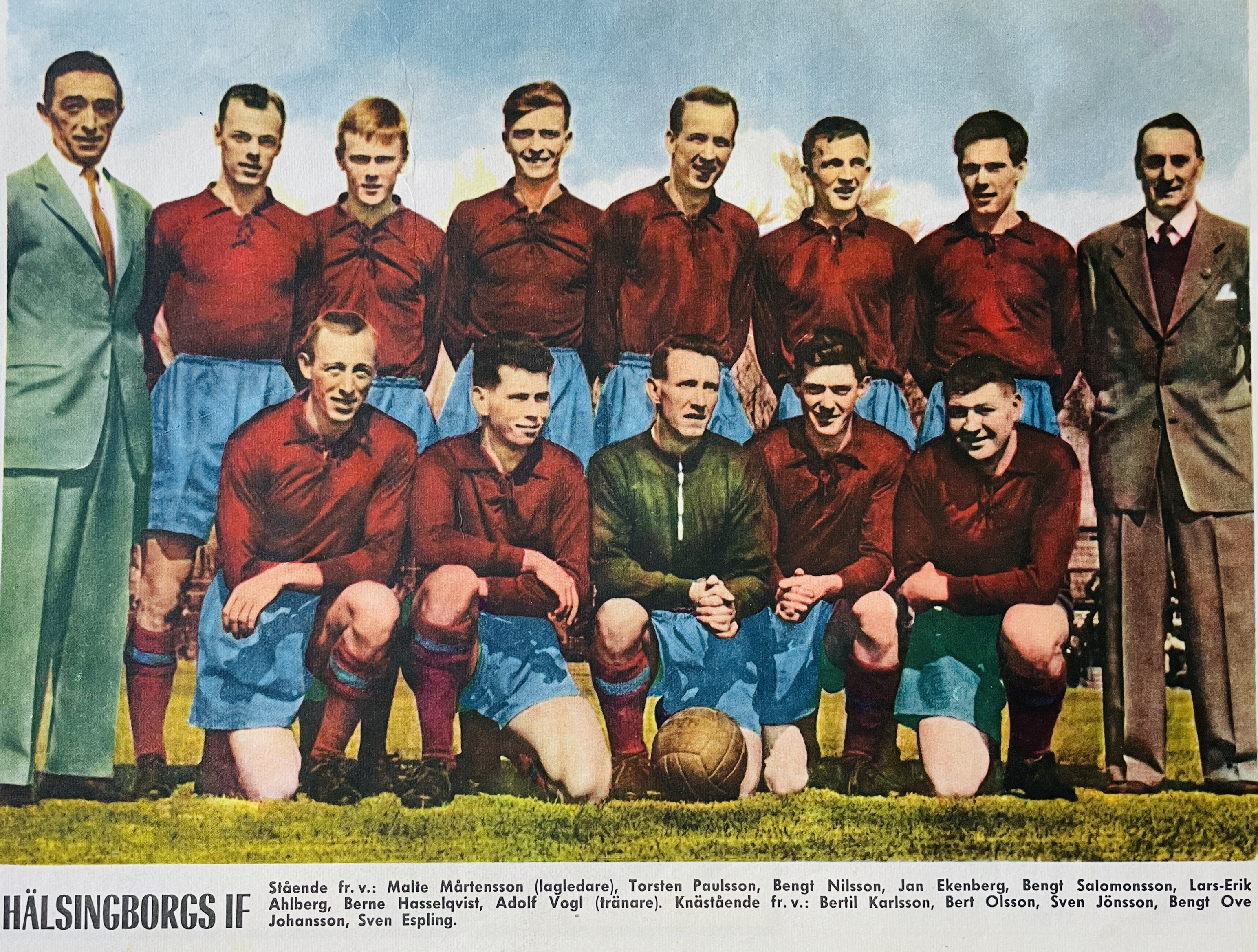
Herrlaget 1960 med spelare som Bengt Salomonsson, Lars-Erik Ahlberg och Sven Espling. Tränaren Adolf "Adi" Vogl står längst till höger i bild. Lagledaren Malte Mårtensson står längst till vänster.

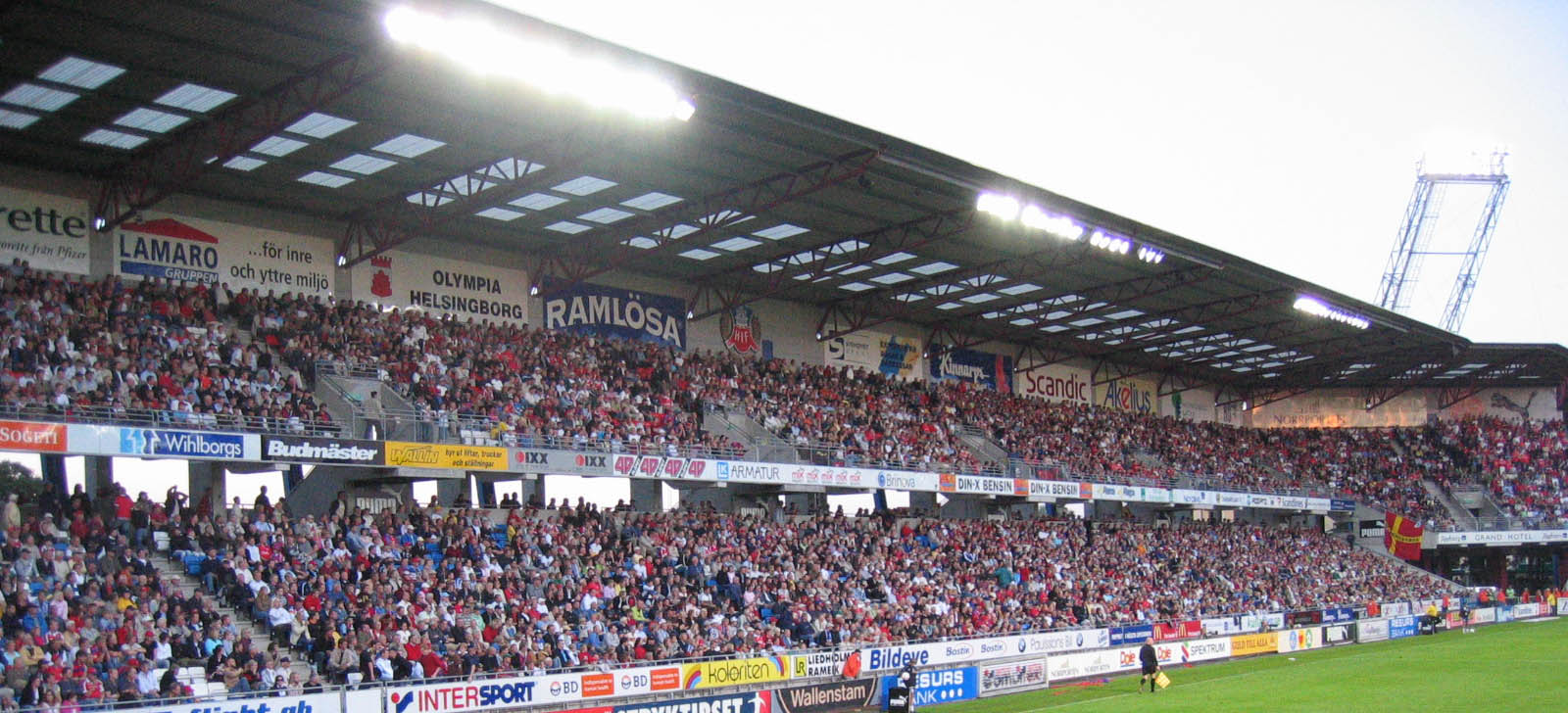
Olympias östra läktare.

Helsingborgs IF, egentligen Helsingborgs Idrottsförening, i dagligt tal kallat HIF (även kallat Di Röe), är en svensk fotbollsklubb från Helsingborg som grundades 1907. Föreningen har utmärkt sig genom framgångar i fotboll på herrsidan och spelat 69 säsonger i Allsvenskan samt vunnit den sju gånger: 1928–1929, 1929–1930, 1932–1933, 1933–1934, 1940–1941, 1999 och 2011. I Fotbollsallsvenskans maratontabell ligger Helsingborgs IF på sjunde plats. I Svenska cupen har HIF bärgat fem titlar, 1941, 1998, 2006, 2010 och 2011. Säsongen 2011 vann HIF Allsvenskan, Svenska cupen och Svenska Supercupen, och blev därmed det första och än så länge det enda laget att vinna den inhemska "trippeln": de tre högsta svenska titlarna under samma säsong.
Alltsedan föreningens bildande 1907 har Olympia utgjort hemmaarena för Helsingborgs IF, och då löparbanorna försvann genom en ombyggnad 1985 blev Olympia en renodlad fotbollsarena. Hösten 2014 beslutade Helsingborgs kommun att godkänna en ombyggnad av Olympia; arbetet påbörjades efter sista matchen för säsongen och blev klart inför säsongen 2017. 
Helsingborgs IF spelar i Superettan 2025.

## Historia

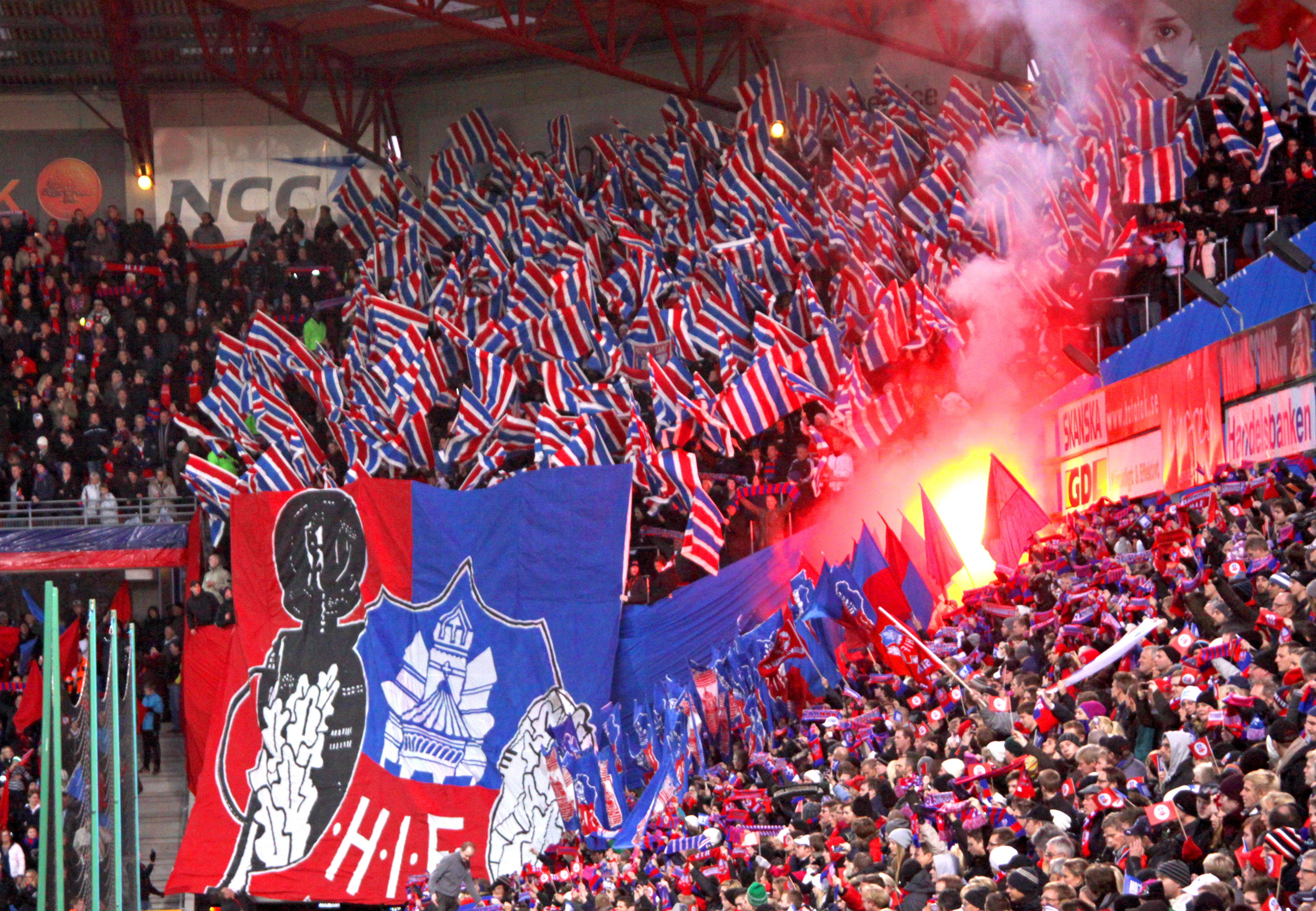
Helsingborgsklacken under allsvenska matchen Helsingborgs IF–Kalmar FF 201

Helsingborgs Idrottsförening, HIF, grundades den 4 juni 1907 genom en sammanslagning av IF Svithiod och Stattena IF. Åren 1912–71 stavades klubbens namn Hälsingborgs IF.
Föreningens vagga stod i det så kallade "Svanahuset" på Carl Krooks gata 36. Tage Johansson, en av grundarna, berättar: ”När jag efter lördagsdansen följde min nuvarande fru Alva hem, så stötte jag ofta samman med Georg Bengtsson som hade sin fästmö Emma i samma fastighet. Resonemanget kom givetvis ofta in på vår kära fotboll och en dag kläcktes idén att slå samman Svithiod, min klubb, och Stattena IF, alltså den förening Georg tillhörde". HIF spelade sina första två år i vit tröja och blåa byxor, men sedan 1909 har matchdressen varit röd tröja och blåa byxor. 
HIF var med när Allsvenskan startade 1924. Ett tidigare ofta använt smeknamn på föreningen var "Mjölkkossan", ett begrepp som myntades hösten 1925 då HIF drog storpublik överallt och kassörerna i de allsvenska klubbarna gnuggade händerna av förtjusning. 
Föreningens tidiga storhetstid inföll under 20- och 30-talet. Säsongen 1928/29 vann HIF allsvenskt guld för första gången. Guldet blev det första som togs av en fotbollsklubb från Skåne. Året därpå blev man återigen seriesegrare i allsvenskan. Föreningen blev sedan svenska mästare säsongerna 1932/33, 1933/34 och vann "dubbeln" 1940/41. Några storspelare från dessa 5 gamla guld var Sigge Lindberg, Knutte Kroon, Harry Lundahl, Albin Dahl, Malte "Svarte Blixten" Mårtensson, Nisse Axelsson, Arne "Tysken" Johansson, Nils Rosèn, Gunnar "Lille-Gunnar" Olsson, Charles Brommesson och bröderna Lennart och Torsten Bunke. HIF:s ordförande var John "Bill" Pettersson. Bill var ordförande i HIF från 1908 fram till sin död 1951.
År 1954 slog HIF publikrekord. Derbyt mot Malmö FF sågs av hela 26 154 personer, ett publikrekord som står sig än idag på Olympia. 
Med två säsongers undantag spelade HIF i högsta serien från starten fram till 1968, då man degraderades på grund av sämre målskillnad än AIK. De flesta var inställda på en snabb comeback i högsta serien. Men det skulle dröja länge, närmare bestämt 24 år och elva dagar, innan HIF åter spelade i Allsvenskan. 1972 var Helsingborg nere i tredjedivisionen men gick direkt upp i division 2 igen. I mitten av 1970-talet var klubben med i toppstriden i division 2 men gick inte upp i allsvenskan. 1986 åkte man återigen ner i tredjedivisionen och det dröjde till 1989 innan klubben gick upp i andradivisionen igen. 
Under 1990–1992 var Helsingborg ett topplag i division 1, och hösten 1992 vann man kvalet till allsvenskan mot IFK Sundsvall och gick upp. I HIF spelade då bland andra Mats Magnusson och Henrik Larsson. År 1993 var Helsingborgs IF alltså tillbaka i Allsvenskan och hängde kvar via en niondeplats. 1995 och 1998 kom laget på andra plats och 1999 blev det SM-guld för första gången sedan 1941.
Helsingborgs IF var den första förening i Sverige som vann "dubbeln", det vill säga Allsvenskan och Svenska cupen samma år, vilket skedde 1941, cupens premiärår. Finalen spelades den 25 oktober mot IK Sleipner på Råsunda. HIF vann med 3–1. Helsingborgs IF har vunnit cupen ytterligare fyra gånger: Säsongen 1997/1998 vann HIF efter två finalmatcher mot Örgryte IS efter avgörande på straffar. Den tredje finalsegern i Svenska cupen tog Helsingborgs IF den 11 november 2006 efter seger med 2–0 i finalmatchen mot Gefle IF på Råsunda. Den fjärde cupsegern kom 2010 då man besegrade Hammarby IF på Söderstadion med 1–0. I 2011 års final besegrade man Kalmar FF med 3–1 på Olympia.
2016 åkte Helsingborgs IF ur Allsvenskan efter kvalförlust mot Halmstads BK. Till säsongen 2019 var man tillbaka, men 30 november 2020 stod det klart att klubben åkte ur Allsvenskan igen. Den 14 december 2021 vann Helsingborgs IF den andra och avgörande kvalmatchen mot Halmstads BK till Allsvenskan 2022. 2022 kom klubben näst sist i allsvenskan och åkte ur ännu en gång. 
Olympias första publikfavorit var Otto "Petter" Malm. Petter har alla tiders målrekord i HIF med hela 735 mål. Under HIF:s gamla guldlagstid var målvaktslejonet Sigge Lindberg en publikfavorit, han anses även som Sveriges första stora fotbollsidol och ute på kontinenten bar han smeknamnet "Nordens Zamora". Under 40 och 50-talet var legendaren Kalle Svensson den största profilen på Olympia. "Rio-Kalle" var bland annat med och vann två VM-medaljer, brons 1950 och silver 1958, på lika många mästerskap. HIF:s mest kända spelare de senaste decennierna är Henrik Larsson. Han var med om att spela upp klubben till allsvenskan 1992, och återvände efter VM 2006 till HIF. Säsongen 2009 blev "Henke"s sista i HIF-tröjan, och han avslutade en mycket framgångsrik karriär efter spel i Feyenoord, Celtic, Barcelona och Manchester United. En stor publikfavorit på Olympia under 2000-talet var den tekniske anfallaren Álvaro Santos.

## HIF i Europa
HIF:s andraplats i Allsvenskan 1995 under ledning av Reine Almqvist innebar att HIF för första gången kvalificerade sig för någon av de stora europeiska cuperna. Kvalifikationen till gruppspelet i Uefa Champions League säsongen 2000–2001 och 16-delsfinalen i Uefacupen säsongen 2007–2008 får ses som de mest framgångsrika framträdandena i Europaspelet för HIF:s del.
I Uefacupen säsongen 1996–1997 lyckades laget nå den tredje omgången. Väl där blev det belgiska storlaget RSC Anderlecht för svåra, och efter 0–0 hemma på Olympia och 0–1 borta på Constant Vanden Stock gick Anderlecht vidare..
SM-guldet 1999 gav en plats i kvalet till Uefa Champions League där laget i de avgörande playoff-matcherna slog ut Inter från Italien, efter att ha vunnit med 1–0 hemma och sedan spelat 0–0 på San Siro. Strax före slutet fick Inter straff vilken Sven Andersson räddade. I gruppspelet i Champions League fick Helsingborgs IF möta Paris Saint-Germain FC (PSG) från Frankrike, Rosenborg BK från Norge samt Bayern München från Tyskland. Resultatet av detta slutspel blev fem poäng och en sista plats efter att man spelat oavgjort mot PSG (hemma 1–1), slagit Rosenborg (hemma 2–0) samt spelat 0–0 mot Bayern München på bortaplan. HIF var det enda laget i det årets Champions League som lyckades ta poäng mot Bayern München på Münchens Olympiastadion.
Den 4 oktober 2007 kvalificerade sig Helsingborg till Uefacupens gruppspel efter seger med 5–1 mot Heerenveen på Olympia och totalt 8–6 i dubbelmötet (då man förlorade den första matchen på bortaplan med 5–3). I gruppspelet vann de sensationellt matchen borta mot Galatasaray med 3–2, och säkrade en plats i 16-delsfinalen genom 3–0 hemma mot Austria Wien. I 16-delsfinalen mötte Helsingborg nederländska PSV Eindhoven och man förlorade med 2–0 borta. Under matchen fick PSV en omdiskuterad straff då Danko Lazović föll i straffområdet. Efter matchen erkände han att han hade filmat.
I returmötet på Olympia vann PSV med 2–1 och var därmed vidare till åttondelsfinal med sammanlagt 4–1. Leandro Castán gjorde HIF:s enda mål. 
I kvalet till Europa League 2011/2012 nådde HIF den sista omgången. Där stod Standard Liège för motståndet och HIF fick inleda på bortaplan, en match man förlorade med 0–1. I returen på Olympia vann Standard med 3–1 och HIF:s resa tog slut i kvalet. HIF:s enda målskytt i dubbelmötet var Rasmus Jönsson.
Säsongen 2012–2013 nådde man playoff till Uefa Champions League, men förlorade mot Celtic, 0–2, 0–2 (totalt 0–4). Efter uttåget ur Champions League fick HIF en plats i Europa Leagues gruppspel, där laget kom på tredje plats i sin grupp.

### Tabell över HIF:s Europaspel
| Säsong    | Turnering             | Omgång       | Land          | Klubb                    | Hemma   | Borta | Totalt      |
| --------- | --------------------- | ------------ | ------------- | ------------------------ | ------- | ----- | ----------- |
| 1968      | Intertotocupen        | Grupp B1     | Österrike     | Linzer ASK               | 2–1     | 1–4   |             |
|           |                       | Grupp B1     | Östtyskland   | FC Karl-Marx-Stadt       | 0–0     | 1–3   |             |
|           |                       | Grupp B1     | Schweiz       | FC Biel                  | 3–0     | 4–1   |             |
| 1992      | Intertotocupen        | Grupp 5      | Österrike     | SK Rapid Wien            | 2–1     | 1–1   |             |
|           |                       | Grupp 5      | Tyskland      | VfL Bochum               | 1–1     | 2–2   |             |
|           |                       | Grupp 5      | Danmark       | Brøndby IF               | 4–3     | 1–5   |             |
| 1996/1997 | Uefacupen             | Kval 2       | Vitryssland   | FK Dinamo-93 Minsk       | 1–1     | 3–0   | 4–1         |
|           |                       | Omgång 1     | England       | Aston Villa FC           | 0–0     | 1–1   | 1–1 (t)     |
|           |                       | Omgång 2     | Schweiz       | Neuchâtel Xamax          | 2–0     | 1–1   | 3–1         |
|           |                       | Omgång 3     | Belgien       | RSC Anderlecht           | 0–0     | 0–1   | 0–1         |
| 1997/1998 | Uefacupen             | Kval 2       | Ungern        | Ferencváros TC           | 0–1     | 1–0   | 1–1         |
| 1998/1999 | Uefa Cupvinnarcupen   | Kval         | Liechtenstein | FC Vaduz                 | 3–0     | 2–0   | 5–0         |
|           |                       | Omgång 1     | England       | Chelsea FC               | 0–0     | 0–1   | 0–1         |
| 1999/2000 | Uefacupen             | Kval         | Lettland      | FK Riga                  | 5–0     | 0–0   | 5–0         |
|           |                       | Omgång 1     | Ukraina       | FK Karpaty Lviv          | 1–1     | 1–1   | 2–2 (t)     |
|           |                       | Omgång 2     | Italien       | Parma FC                 | 1–3     | 0–1   | 1–4         |
| 2000/2001 | Uefa Champions League | Omgång 2     | Vitryssland   | BATE Borisov             | 0–0     | 3–0   | 3–0         |
|           |                       | Omgång 3     | Italien       | Inter                    | 1–0     | 0–0   | 1–0         |
|           |                       | Grupp F      | Tyskland      | Bayern München           | 1–3     | 0–0   |             |
|           |                       | Grupp F      | Frankrike     | Paris Saint-Germain      | 1–1     | 1–4   |             |
|           |                       | Grupp F      | Norge         | Rosenborg BK             | 2–0     | 1–6   |             |
| 2001/2002 | Uefacupen             | Kvalomgång   | Finland       | MyPa                     | 3–1     | 2–1   | 5–2         |
|           |                       | Omgång 1     | Norge         | Odd Grenland             | 2–2     | 1–1   | 3–3 (t)     |
|           |                       | Omgång 2     | England       | Ipswich Town FC          | 1–3     | 0–0   | 1–3         |
| 2002      | Intertotocupen        | Omgång 1     | Slovenien     | FC Koper                 | 1–0     | 0–0   | 1–0         |
|           |                       | Omgång 2     | Tjeckien      | 1. FC Synot              | 2–0     | 0–4   | 2–4         |
| 2007/2008 | Uefacupen             | Kval 1       | Estland       | JK Narva Trans           | 6–0     | 3–0   | 9–0         |
|           |                       | Kval 2       | Irland        | Drogheda United FC       | 3–0     | 1–1   | 4–1         |
|           |                       | Playoff      | Nederländerna | SC Heerenveen            | 5–1     | 3–5   | 8–6         |
|           |                       | Grupp H      | Grekland      | Panionios                | 1–1     |       |             |
|           |                       | Grupp H      | Turkiet       | Galatasaray SK           |         | 3–2   |             |
|           |                       | Grupp H      | Österrike     | FK Austria Wien          | 3–0     |       |             |
|           |                       | Grupp H      | Frankrike     | FC Girondins de Bordeaux |         | 1–2   |             |
|           |                       | 16-delsfinal | Nederländerna | PSV                      | 1–2     | 0–2   | 1–4         |
| 2009/2010 | Uefa Europa League    | Kval 1       | Armenien      | FC Mika                  | 3–1     | 1–1   | 4–2         |
|           |                       | Kval 2       | Georgien      | FK Zestaponi             | 2–2 efl | 2–1   | 4–3         |
|           |                       | Kval 3       | Bosnien       | FK Sarajevo              | 2–1     | 1–2   | 3–3 (4–5 s) |
| 2011/2012 | Uefa Europa League    | Kval 3       | Israel        | Bnei Yehuda              | 3–0     | 0–1   | 3–1         |
|           |                       | Playoff      | Belgien       | Standard Liège           | 1–3     | 0–1   | 1–4         |
| 2012/2013 | Uefa Champions League | Kval 2       | Wales         | The New Saints FC        | 3–0     | 0–0   | 3–0         |
|           |                       | Kval 3       | Polen         | Śląsk Wrocław            | 3–1     | 3–0   | 6–1         |
|           |                       | Playoff      | Skottland     | Celtic FC                | 0–2     | 0–2   | 0–4         |
| 2012/2013 | Uefa Europa League    | Grupp L      | Spanien       | Levante UD               | 1–3     | 0–1   |             |
|           |                       | Grupp L      | Nederländerna | FC Twente                | 2–2     | 3–1   |             |
|           |                       | Grupp L      | Tyskland      | Hannover 96              | 1–2     | 2–3   |             |

## Tabellplaceringar
| Allsvensk placering sedan 1993 | Allsvensk placering sedan 1993 | Allsvensk placering sedan 1993 | Allsvensk placering sedan 1993 | Allsvensk placering sedan 1993 | Allsvensk placering sedan 1993 | Allsvensk placering sedan 1993 | Allsvensk placering sedan 1993 | Allsvensk placering sedan 1993 | Allsvensk placering sedan 1993 | Allsvensk placering sedan 1993 | Allsvensk placering sedan 1993 | Allsvensk placering sedan 1993 | Allsvensk placering sedan 1993 | Allsvensk placering sedan 1993 | Allsvensk placering sedan 1993 | Allsvensk placering sedan 1993 | Allsvensk placering sedan 1993 | Allsvensk placering sedan 1993 | Allsvensk placering sedan 1993 | Allsvensk placering sedan 1993 | Allsvensk placering sedan 1993 | Allsvensk placering sedan 1993 | Allsvensk placering sedan 1993 | Allsvensk placering sedan 1993 | Allsvensk placering sedan 1993 | Allsvensk placering sedan 1993 | Allsvensk placering sedan 1993 | Allsvensk placering sedan 1993 | Allsvensk placering sedan 1993 | Allsvensk placering sedan 1993 | Allsvensk placering sedan 1993 | Allsvensk placering sedan 1993 |
| Plats                          | 1993                           | 1994                           | 1995                           | 1996                           | 1997                           | 1998                           | 1999                           | 2000                           | 2001                           | 2002                           | 2003                           | 2004                           | 2005                           | 2006                           | 2007                           | 2008                           | 2009                           | 2010                           | 2011                           | 2012                           | 2013                           | 2014                           | 2015                           | 2016                           | 2017                           | 2018                           | 2019                           | 2020                           | 2021                           | 2022                           | 2023                           | 2024                           |
| ------------------------------ | ------------------------------ | ------------------------------ | ------------------------------ | ------------------------------ | ------------------------------ | ------------------------------ | ------------------------------ | ------------------------------ | ------------------------------ | ------------------------------ | ------------------------------ | ------------------------------ | ------------------------------ | ------------------------------ | ------------------------------ | ------------------------------ | ------------------------------ | ------------------------------ | ------------------------------ | ------------------------------ | ------------------------------ | ------------------------------ | ------------------------------ | ------------------------------ | ------------------------------ | ------------------------------ | ------------------------------ | ------------------------------ | ------------------------------ | ------------------------------ | ------------------------------ | ------------------------------ |
| 1                              |                                |                                |                                |                                |                                |                                |                                |                                |                                |                                |                                |                                |                                |                                |                                |                                |                                |                                |                                |                                |                                |                                |                                |                                |                                |                                |                                |                                |                                |                                |                                |                                |
| 2                              |                                |                                |                                |                                |                                |                                |                                |                                |                                |                                |                                |                                |                                |                                |                                |                                |                                |                                |                                |                                |                                |                                |                                |                                |                                |                                |                                |                                |                                |                                |                                |                                |
| 3                              |                                |                                |                                |                                |                                |                                |                                |                                |                                |                                |                                |                                |                                |                                |                                |                                |                                |                                |                                |                                |                                |                                |                                |                                |                                |                                |                                |                                |                                |                                |                                |                                |
| 4                              |                                |                                |                                |                                |                                |                                |                                |                                |                                |                                |                                |                                |                                |                                |                                |                                |                                |                                |                                |                                |                                |                                |                                |                                |                                |                                |                                |                                |                                |                                |                                |                                |
| 5                              |                                |                                |                                |                                |                                |                                |                                |                                |                                |                                |                                |                                |                                |                                |                                |                                |                                |                                |                                |                                |                                |                                |                                |                                |                                |                                |                                |                                |                                |                                |                                |                                |
| 6                              |                                |                                |                                |                                |                                |                                |                                |                                |                                |                                |                                |                                |                                |                                |                                |                                |                                |                                |                                |                                |                                |                                |                                |                                |                                |                                |                                |                                |                                |                                |                                |                                |
| 7                              |                                |                                |                                |                                |                                |                                |                                |                                |                                |                                |                                |                                |                                |                                |                                |                                |                                |                                |                                |                                |                                |                                |                                |                                |                                |                                |                                |                                |                                |                                |                                |                                |
| 8                              |                                |                                |                                |                                |                                |                                |                                |                                |                                |                                |                                |                                |                                |                                |                                |                                |                                |                                |                                |                                |                                |                                |                                |                                |                                |                                |                                |                                |                                |                                |                                |                                |
| 9                              |                                |                                |                                |                                |                                |                                |                                |                                |                                |                                |                                |                                |                                |                                |                                |                                |                                |                                |                                |                                |                                |                                |                                |                                |                                |                                |                                |                                |                                |                                |                                |                                |
| 10                             |                                |                                |                                |                                |                                |                                |                                |                                |                                |                                |                                |                                |                                |                                |                                |                                |                                |                                |                                |                                |                                |                                |                                |                                |                                |                                |                                |                                |                                |                                |                                |                                |
| 11                             |                                |                                |                                |                                |                                |                                |                                |                                |                                |                                |                                |                                |                                |                                |                                |                                |                                |                                |                                |                                |                                |                                |                                |                                |                                |                                |                                |                                |                                |                                |                                |                                |
| 12                             |                                |                                |                                |                                |                                |                                |                                |                                |                                |                                |                                |                                |                                |                                |                                |                                |                                |                                |                                |                                |                                |                                |                                |                                |                                |                                |                                |                                |                                |                                |                                |                                |
| 13                             |                                |                                |                                |                                |                                |                                |                                |                                |                                |                                |                                |                                |                                |                                |                                |                                |                                |                                |                                |                                |                                |                                |                                |                                |                                |                                |                                |                                |                                |                                |                                |                                |
| 14                             |                                |                                |                                |                                |                                |                                |                                |                                |                                |                                |                                |                                |                                |                                |                                |                                |                                |                                |                                |                                |                                |                                |                                |                                |                                |                                |                                |                                |                                |                                |                                |                                |
| 15                             |                                |                                |                                |                                |                                |                                |                                |                                |                                |                                |                                |                                |                                |                                |                                |                                |                                |                                |                                |                                |                                |                                |                                |                                |                                |                                |                                |                                |                                |                                |                                |                                |
| 16                             |                                |                                |                                |                                |                                |                                |                                |                                |                                |                                |                                |                                |                                |                                |                                |                                |                                |                                |                                |                                |                                |                                |                                |                                |                                |                                |                                |                                |                                |                                |                                |                                |
| SE                             |                                |                                |                                |                                |                                |                                |                                |                                |                                |                                |                                |                                |                                |                                |                                |                                |                                |                                |                                |                                |                                |                                |                                |                                | 7                              | 1                              |                                |                                | 3                              |                                | 12                             | 4                              |

## Svenska cupen
| Svenska cupen 1989/1990–2011 | Svenska cupen 1989/1990–2011 | Svenska cupen 1989/1990–2011 | Svenska cupen 1989/1990–2011 | Svenska cupen 1989/1990–2011 | Svenska cupen 1989/1990–2011 | Svenska cupen 1989/1990–2011 | Svenska cupen 1989/1990–2011 | Svenska cupen 1989/1990–2011 | Svenska cupen 1989/1990–2011 | Svenska cupen 1989/1990–2011 | Svenska cupen 1989/1990–2011 | Svenska cupen 1989/1990–2011 | Svenska cupen 1989/1990–2011 | Svenska cupen 1989/1990–2011 | Svenska cupen 1989/1990–2011 | Svenska cupen 1989/1990–2011 | Svenska cupen 1989/1990–2011 | Svenska cupen 1989/1990–2011 | Svenska cupen 1989/1990–2011 | Svenska cupen 1989/1990–2011 | Svenska cupen 1989/1990–2011 | Svenska cupen 1989/1990–2011 |
| Plats                        | 89/90                        | 90/91                        | 91                           | 92/93                        | 93/94                        | 94/95                        | 95/96                        | 96/97                        | 97/98                        | 98/99                        | 99/00                        | 00/01                        | 2002                         | 2003                         | 2004                         | 2005                         | 2006                         | 2007                         | 2008                         | 2009                         | 2010                         | 2011                         |
| ---------------------------- | ---------------------------- | ---------------------------- | ---------------------------- | ---------------------------- | ---------------------------- | ---------------------------- | ---------------------------- | ---------------------------- | ---------------------------- | ---------------------------- | ---------------------------- | ---------------------------- | ---------------------------- | ---------------------------- | ---------------------------- | ---------------------------- | ---------------------------- | ---------------------------- | ---------------------------- | ---------------------------- | ---------------------------- | ---------------------------- |
| Seger                        |                              |                              |                              |                              |                              |                              |                              |                              |                              |                              |                              |                              |                              |                              |                              |                              |                              |                              |                              |                              |                              |                              |
| Final                        |                              |                              |                              |                              |                              |                              |                              |                              |                              |                              |                              |                              |                              |                              |                              |                              |                              |                              |                              |                              |                              |                              |
| Semi                         |                              |                              |                              |                              |                              |                              |                              |                              |                              |                              |                              |                              |                              |                              |                              |                              |                              |                              |                              |                              |                              |                              |
| Kvart                        |                              |                              |                              |                              |                              |                              |                              |                              |                              |                              |                              |                              |                              |                              |                              |                              |                              |                              |                              |                              |                              |                              |
| 8-del                        |                              |                              |                              |                              |                              |                              |                              |                              |                              |                              |                              |                              |                              |                              |                              |                              |                              |                              |                              |                              |                              |                              |
| 16-del                       |                              |                              |                              |                              |                              |                              |                              |                              |                              |                              |                              |                              |                              |                              |                              |                              |                              |                              |                              |                              |                              |                              |
| Sämre                        |                              |                              |                              |                              |                              |                              |                              |                              |                              |                              |                              |                              |                              |                              |                              |                              |                              |                              |                              |                              |                              |                              |

| Seger    |
| Final    |
| Semi     |
| Kvart    |
| Grupp    |
| Omgång 2 |

## Spelare och tränare
| Nummer      | Land      | Spelare               | Födelsedatum      | Tidigare klubb      | Moderklubb            |
| Målvakter   | Målvakter | Målvakter             | Målvakter         | Målvakter           | Målvakter             |
| ----------- | --------- | --------------------- | ----------------- | ------------------- | --------------------- |
| 1           | Sverige   | Johan Brattberg       | 28 december 1996  | Västerås SK         | Falkenbergs FF        |
| 30          | Sverige   | Emil Rådahl           | 2 augusti 2005    | Helsingborgs IF U   | Vejby IF              |
| Försvarare  |           |                       |                   |                     |                       |
| 2           | Sverige   | Jon Birkfeldt         | 3 juni 1996       | Varbergs BoIS FC    | Eskilsminne IF        |
| 3           | Sverige   | Wilhelm Nilsson       | 15 september 1997 | Utsiktens BK        | Ekerö IK              |
| 4           | Danmark   | Marcus Gudmann        | 27 februari 2000  | HB Køge             | Ledøje-Smørum Fodbold |
| 5           | Sverige   | Simon Bengtsson       | 23 april 2004     | Helsingborgs IF U   | Helsingborgs IF       |
| 15          | Sverige   | Ture Görefält         | 11 april 2006     | Helsingborgs IF U   | Hittarps IK           |
| 19          | Sverige   | Benjamin Örn          | 26 april 2004     | Helsingborgs IF U   | Helsingborgs IF       |
| 22          | Norge     | Max Bjurström         | 26 januari 2006   | Kjelsås IL          | Manglerud Star        |
| 23          | Sverige   | William Westerlund    | 3 augusti 2004    | Helsingborgs IF U   | Vikens IK             |
| 27          | Gambia    | Ebrima Bajo           | 21 maj 2004       | Greater Tomorrow FC | GPA FC                |
| Mittfältare |           |                       |                   |                     |                       |
| 6           | Belgien   | Samuel Asoma          | 15 juli 2002      | Västerås SK         | HT Zwijnaarde         |
| 7           | Sverige   | Wilhelm Loeper        | 30 mars 1998      | AFC Eskilstuna      | Djurgårdens IF        |
| 8           | Sverige   | Ervin Gigovic         | 16 september 2003 | Helsingborgs IF U   | Landskrona BoIS       |
| 10          | Sverige   | Max Svensson          | 19 juni 1998      | Kalmar FF           | Teckomatorps SK       |
| 11          | Danmark   | Milan Silva Rasmussen | 5 mars 2003       | Hellerup IK         | BK Frem               |
| 14          | Sverige   | Lukas Kjellnäs        | 20 juni 2004      | Helsingborgs IF U   | Fortuna FF            |
| 18          | Sverige   | Casper Ljung          | 23 december 2005  | Helsingborgs IF U   | Vikens IK             |
| 20          | Sverige   | Baker Amer            | 1 april 2005      | Helsingborgs IF U   | Stattena IF           |
| 21          | Finland   | Adrian Svanbäck       | 8 juni 2004       | Helsingborgs IF U   | Helsingborgs IF       |
| 31          | Sverige   | Alvin Nordin          | 24 december 2007  | Helsingborgs IF U   | Fortuna FF            |
| Anfallare   |           |                       |                   |                     |                       |
| 9           | Sverige   | Adam Akimey           | 25 februari 2004  | Hammarby IF         | Hammarby IF           |
| 29          | Norge     | Oscar Aga             | 6 januari 2001    | Rosenborg BK (lån)  | FK Lyn                |

### Utlånade spelare
| Nr | Land | Pos | Namn |
| -- | ---- | --- | ---- |

| Nr | Land | Pos | Namn |
| -- | ---- | --- | ---- |

### Pensionerade nummer
- 12 – Tolfte spelaren (Publiken)
- 17 –  Henrik Larsson (1992–1993, 2006–2009)

### Tränartruppen
| Tränarroll           | Namn             |
| -------------------- | ---------------- |
| Huvudtränare         | Klebér Saarenpää |
| Assisterande tränare | Max Lindén       |
| Målvaktstränare      | Sven Andersson   |
| Fysioterapeut        | Marcus Linnér    |
| Materialförvaltare   | Lino Boriero     |
| Massör               | Solo Hammar      |
| Läkare               | Adam Åkerman     |
| Läkare               | Johan Parnfelt   |
| Läkare               | Jonas Hänninen   |

### U19-Truppen 2024
| Nr | Land           | Pos | Namn                        |
| -- | -------------- | --- | --------------------------- |
| -  | Sverige        | MV  | Emil Rådahl (-05)           |
| -  | Sverige        | MV  | Lukas Svensson (-06)        |
| -  | Sverige        | MV  | Niklas Kjær Andersson (-05) |
| -  | Sverige        | F   | Albert Modig (-06)          |
| -  | Nordmakedonien | F   | Daniel Markovski (-05)      |
| -  | Sverige        | F   | Erik Annborn (-05)          |
| -  | Sverige        | F   | Isak Säiner (-05)           |
| -  | Sverige        | F   | Lucas Bengtsson (-06)       |
| -  | Sverige        | F   | Ludwig Wennström (-05)      |
| -  | Sverige        | F   | Marko Gavran (-05)          |
| -  | Sverige        | F   | Vilgot Wahlén (-06)         |
| -  | Finland        | MF  | Aatu Kajanto (-06)          |
| -  | Sverige        | MF  | Alvin Nordin (-07)          |

| Nr | Land    | Pos | Namn                             |
| -- | ------- | --- | -------------------------------- |
| -  | Sverige | MF  | Casper Ljung-Hofvendahl (-05)    |
| -  | Sverige | MF  | Ebbe Jonasson (-06)              |
| -  | Sverige | MF  | Liam Jönsson (-06)               |
| -  | Sverige | MF  | Max Persson (-05)                |
| -  | Sverige | MF  | Nino Bursic (-06)                |
| -  | Sverige | MF  | Ture Görefält (-06)              |
| -  | Sverige | MF  | Viktor Erlandsson Vilstrup (-07) |
| -  | Sverige | A   | Aidan Ibrahimaga (-06)           |
| -  | Sverige | A   | Baker Amer (-05)                 |
| -  | Sverige | A   | Charlie Egwuenu (-07)            |
| -  | Sverige | A   | Fardin Rozebaghi (-05)           |
| -  | Sverige | A   | Kosta Petrovic (-06)             |
| -  | Sverige | A   | Melvin Ahlqvist (-07)            |

## Årets HIF:are
Priset årets HIF:are instiftades 1982 i samband med föreningens 75-årsjubileum. Priset, som är skänkt av Rydbergs Ur, består av ett armbandsur som vinnaren får mottaga i samband med sista allsvenska hemmamatchen för säsongen. Juryn består av en representant från Rydbergs Ur, en representant från föreningen (HIF:s klubbdirektör Joel Sandborg) samt supportrarnas röst. Henrik Larsson är med sina tre utmärkelser 1992, 2007 och 2009 den spelare som hittills har blivit årets HIF:are flest antal gånger. I samband med föreningens 100-årsjubileum 2007 utsågs Henrik Larsson av läsare från nätupplagan till Helsingborgs Dagblad, till århundradets HIF:are i konkurrens med bland annat Kalle Svensson, den mångårige ordförande John ”Bill” Pettersson, Malte Mårtensson och Álvaro Santos.

### Årets HIF:are genom tiderna
| - 1982: Birger Johansson - 1983: Dan Hedin - 1984: Pär-Olof Ohlsson - 1985: Mikael Martinsson - 1986: Sven-Åke Landgren - 1987: Piter Esberg - 1988: Lino Boriero - 1989: Janne Möller - 1990: Björn Lilius - 1991: Jonas Dahlgren - 1992: Henrik Larsson - 1993: Sven Andersson - 1994: Ola Nilsson - 1995: Andreas Jakobsson - 1996: Roland Nilsson - 1997: Mattias Jonson - 1998: Peter Wibrån - 1999: Sven Andersson - 2000: Ulrik Jansson - 2001: Christoffer Andersson - 2002: Álvaro Santos - 2003: Jesper Jansson | - 2004: Mattias Lindström - 2005: Atiba Hutchinson - 2006: Erik Wahlstedt - 2007: Henrik Larsson - 2008: Christoffer Andersson - 2009: Henrik Larsson - 2010: Marcus Lantz - 2011: Pär Hansson - 2012: Ardian Gashi - 2013: Mattias Lindström - 2014: David Accam - 2015: Andreas Landgren - 2016: Anton Wede - 2017: Alex Timossi Andersson - 2018: Andri Rúnar Bjarnason - 2019: Max Svensson - 2020: Martin Olsson - 2021: Anthony van den Hurk - 2022: Kalle Joelsson - 2023: Wilhelm Loeper - 2024: Jon Birkfeldt |

## Guldbollen
Nio spelare med anknytning till Helsingborgs IF har erhållit Guldbollen.
- 1952: Kalle Svensson
- 1954: Sven-Ove Svensson
- 1976: Anders Linderoth
- 1979: Janne Möller
- 1992: Jan Eriksson
- 1996: Roland Nilsson
- 1998: Henrik Larsson
- 2004: Henrik Larsson
- 2017: Andreas Granqvist

År 2005 röstades Henrik Larsson fram av svenska folket till Tidernas Guldboll, som den bäste svenske fotbollsspelaren av samtliga Guldbollenvinnare genom tiderna.

## Tidigare profiler i HIF
| Sverige - Axel Alfredsson - Christoffer Andersson - Nils Axelsson - Sylve Bengtsson - Charles Brommesson - Torsten Bunke - Albin Dahl - Inge Danielsson - Joel Ekstrand - Christer Fursth - Alexander Gerndt - Andreas Granqvist - Pär Hansson - Jesper Jansson - Andreas Jakobsson - Mattias Jonson - Emil Krafth - Knut Kroon - Henrik Larsson - Anders Linderoth - Sigge Lindberg - Harry Lundahl - Mats Magnusson - Malte Mårtensson - Roland Nilsson | Sverige - Hasse Persson - Rade Prica - Martin Pringle - Nils Rosén - Oskar Rönningberg - Bengt Salomonsson - Hans Selander - Kalle Svensson - Sven-Ove Svensson - Erik Wahlstedt - Erik Edman - Peter Wibrån Benin - Razak Omotoyossi Island - Alfreð Finnbogason - Victor Pálsson - Ólafur Ingi Skúlason - Arnór Smárason Jamaica - Luton Shelton Kanada - Atiba Hutchinson | Kenya - McDonald Mariga Mali - Adama Tamboura Norge - Ardian Gashi - Arild Stavrum - Thomas Sørum Rwanda - Olivier Karekezi Sydafrika - May Mahlangu - Thando Mngomeni |

## Skyttekungar
Tio spelare i HIF har vunnit allsvenskans skytteliga:
- Harry Lundahl 1929 – 31 mål
- Harry Lundahl 1930 – 26 mål
- Torsten Bunke 1933 – 21 mål
- Anders Pålsson 1940 – 17 mål
- Carl-Johan Franck 1949 – 19 mål
- Krister Granbom 1964 – 22 mål
- Arild Stavrum 1998 – 18 mål[18]
- Razak Omotoyossi 2007 – 14 mål (delat med Marcus Berg)
- Alexander Gerndt 2010 – 20 mål (varav 8 st. för Gefle IF och 12 st. för Helsingborgs IF)
- Imad Khalili 2013 – 15 mål (varav 7 st. för IFK Norrköping och 8 st. för Helsingborgs IF)[19]

## Tidigare tränare
| - Gunnar Olsson (1935) - Harry Lundahl (1936–1937) - Albin Dahl (1938–1944) - Harry Lundahl (1944) - Arno Nielsen (1945–1946) - Billy Burnikell (1947–1949) - Dolfo Holländer (1949–1950) - Albin Dahl (1950–1954) - Eric Persson (1954–1958) - Adolf Vogl (1958–1960) - John Wikdahl (1961–1964) - Tivadar Szentpetery (1965) - Åke Jönsson (1965–1968) - Arne Sörensen (1969–1970) - Gerhard Andersson (1971) - Raoul Weimann (1971) - Arne Hagberg (1972–1973) | - Wilfried Schnorrenberger (1974) - Lars Göran Persson (1975) - Brian Birch (1976–1977) - Bert Olsson (1977) - Bernt-Hugo Andersson (1978–1979) - Bertil Hansson (1980) - Bernt-Hugo Andersson (1980–1981) - Bertil Hansson (1981) - Thomas Borg (1982–1983) - Rolf Svensson (1984–1986) - Bertil Hansson (1986) - Bosse Nilsson (1987–1994) - Reine Almqvist (1994–1997) - Åge Hareide (1998–1999) - Nanne Bergstrand (2000–01) - Sören Cratz (2002) - Peter Swärdh (2002–2006) - Hans Eklund (2006) | - Stuart Baxter (1 juni 2006–7 december 2007) - Bosse Nilsson (2008–2009) - Conny Karlsson (1 januari 2010–13 juni 2012) - Åge Hareide (20 juni 2012–31 december 2012) - Roar Hansen (1 januari 2013–10 december 2014) - Henrik Larsson (11 november 2014–23 november 2016) - Per-Ola Ljung (27 november 2016–15 juni 2019) - Henrik Larsson (15 juni 2019–23 augusti 2019) - Alexander Tengryd (24 augusti 2019–2 september 2019) - Olof Mellberg (3 september 2019–6 december 2020) - Jörgen Lennartsson (23 december 2020–22 maj 2022) - Mattias Lindström & Álvaro Santos (22 maj 2022–17 april 2023) - Stuart Baxter (19 april 2023–4 december 2023) - Klebér Saarenpää (6 december 2023–nuvarande) |  |

## Flick- och damlag
År 2020 startade Helsingborgs IF flickfotboll och 2021 debuterade ett damlag i seriespel. Laget vann division 4 2021 och division 3 2022, båda åren utan poängförlust, och vann 2023 i division 2 västra Götaland. 2024 och 2025 spelar damlaget i division 1 Södra.

## Supportrar
Helsingborgs IF har långvariga rivaliteter med Malmö FF och Landskrona BoIS. 
HIF har ett lojalt stöd i nordvästra Skåne. HIF kommer från en hamnstad som ligger nära den europeiska kontinenten. Detta påverkar klubben då HIF alltid fokuserar hårt på de europeiska cuperna och klubben har ofta varit öppen för utländska influenser. 
Som med de flesta skånska klubbar är stödet för HIF nära förbundet med en känsla av tillhörighet till Skåne, snarare än Sverige. Till exempel så syns den svenska flaggan sällan bland HIF-supportrarna på Olympia, medan den skånska flaggan är mycket vanligare.
Kärnan är HIF:s officiella supporterklubb. Några andra av supportergrupperingarna i HIF är: Sundsbusarna, HIF-vännerna, Södra Stå 1985, Skånepågarna, Helsingborgs Kompaniet och Falangen Helsingborg.

### Kända HIF-supportrar
| - Jonny Cato - Hans Börje Hammar - Jonas Jonasson - Rebecka Karlsson - Adde Malmberg | - Maria Montazami - Tina Nordström - Jan Olof Olsson - Jejo Perković - Nic Schröder | - Ola Selmén - Stellan Sundahl - Bamse[källa behövs] - Ola Grävling |

## 500-klubben
Följande är en lista över spelare som spelat minst 500 A-lagsmatcher för Helsingborgs IF.
- Karl "Rio-Kalle" Svensson – 635 A-lagsmatcher, 1943–1959 & 1961.
- Malte "Svarta Blixten" Mårtensson – 612 A-lagsmatcher, 1934–1953.
- Christoffer "Chrisse" Andersson – 586 A-lagsmatcher, 1997–2003, 2007–2014 & 2016.
- Nils "Den tyste" Axelsson – 584 A-lagsmatcher, 1927–1944.
- Sven-Ove Svensson - 546 A-lagsmatcher, 1944-1958.
- Knut "Knutte" Kroon – 516 A-lagsmatcher, 1925–1942.
- Ola Nilsson – 514 A-lagsmatcher, 1991–2002.
- Per-Ola "Peo" Ljung – 513 A-lagsmatcher, 1988–1999.
- Matts "Soda" Johansson – 503 A-lagsmatcher, 1963–1969 & 1972–1979.
- Urban "Ubbe" Stoltz – 501 A-lagsmatcher, 1983–1996.
- Nils "Rossi" Rosén – 501 A-lagsmatcher, 1922–1937.
- Otto "Petter" Malm – 500 A-lagsmatcher, 1907–1927.

## Böcker om HIF

### Officiella jubileumsskrifter
- Helsingborgs Idrottsförening 1907–1917 (1917)
- Hälsingborgs Idrottsförening 1907–1947 (1947)
- En bok om HIF, Hälsingborgs Idrottsförening 1907–1957 (1957)
- Ett decennium i dur och moll (1967)
- Alla tiders HIF 75 (1982)
- I nöd och lust (2007)

### Böcker om HIF
- Sagan om HIF - laget i våra hjärtan! (1993)
- 24 år och 11 dagar - vägen tillbaka (1993)
- Guldfeber - Allt om HIF:s väg till trippeln 2011 (2011)
- Allsvenska spelare 1924-2012 (2012)

### Memoarer
- Mitt liv mellan stolparna (Sigge Lindberg 1932)
- Greppet direkt (Kalle Svensson 1953)

### Bland annat om HIF
- Kung Fotboll. Den svenska fotbollens kulturhistoria från 1800-talets slut till 1950 (2002)
- Historien om Olympia, 1895-2000 (2009)
- "Spela fotboll bondjävlar!" del 1 (2011)

## Övrigt
- Flest allsvenska matcher: Christoffer Andersson, 350 matcher (1997–2016)
- Flest allsvenska mål: Knut Kroon, 141 mål (1925–1942)
- Största seger: 13–1 mot IFK Eskilstuna 1928
- Största förlust: 1–10 mot Malmö FF 1965[26]

- Publikrekord: 
  - 26 154 mot Malmö FF 1954
  - 17 275 mot IFK Göteborg 1994 (efter ombyggnad av arenan)
- På Gator Röda och Blå är Helsingborgs IF:s klubblåt skriven av Björn Helgesson och framförs före avspark vid varje hemmamatch. Den introducerades säsongen 2009.